# Букало Роман Сергійович
 Роман Сергійович Букало  (29 грудня 1994, м. Камінь-Каширський Волинська область – 17 грудня 2022, острів Великий Потьомкінський, Херсонська область) – солдат 80 ОДШБр Збройних Сил України, старший матрос 73-го морського центру спеціальних операцій. Брав участь в битві за Київ (2022). Учасник російсько-української війни, відзначився під час повномаштабного російського вторгнення в Україну. Герой України.

## Нагороди
- Звання Герой України з удостоєнням ордена «Золота Зірка» (посмертно)[2]
- Орден «За мужність» III ступеня (2 березня 2023, посмертно) — за особисту мужність і самовіддані дії, виявлені у захисті державного суверенітету та територіальної цілісності України, вірність військовій присязі[3]